# القمة العالمية للذكاء الاصطناعي (السعودية)
القمة العالمية للذكاء الاصطناعي هي قمة وملتقى عالمي يعقد كل عامين لتبادل الخبرات وعقد الشراكات بين الجهات والشركات الفاعلة في عالم البيانات والذكاء الاصطناعي على الصعيدين المحلي والدولي. والتي تستضيفها المملكة العربية السعودية؛ وستكون القمة تحت رعاية ولي العهد السعودي الأمير محمد بن سلمان بن عبد العزيز، نائب رئيس مجلس الوزراء وزير الدفاع ورئيس مجلس إدارة الهيئة السعودية للبيانات والذكاء الاصطناعي.

## القمة العالمية للذكاء الاصطناعي النسخة الأولى

### الزمان والمكان
قام برنامج تنفيذ الاستراتيجية - مركز المعلومات الوطني بتنظيم القمة العالمية للذكاء الاصطناعي في الفترة من 21 إلى 22 أكتوبر 2020، والقمة تعزّز دور السعودية في مسيرة الذكاء الاصطناعي وقيادة الجهود العالمية في هذا المجال المتقدم، كما ناقشت القمة موضوعات عدة في مجال الذكاء الاصطناعي والاستفادة من تقنياته وتأثيرها في المجتمع والاقتصاد.
وبحسب الدكتور عبد الله بن شرف الغامدي، رئيس الهيئة السعودية للبيانات والذكاء الاصطناعي رئيس اللجنة المنظمة، بأن القمة أصبحت منصة عالمية لمناقشة هذه التغيرات التقنية الحديثة وفهم الطرق التي يمكن من خلالها تطويعها بما يعود بالنفع على البشرية جمعاء.

### المشاركون
من المقرر أن تحظى القمة بتمثيل رفيع على أعلى المستويات الرسمية وذلك بمشاركة قادة سياسيين ورؤساء الشركات الرائدة عالمياً والشركات التقنية الكبرى والناشئة، إلى جانب الباحثين والأكاديميين ورواد الأعمال والمستثمرين.

### برنامج القمة
خصصت القمة برنامجاً متنوعاً لقادة الذكاء الاصطناعي والمجالات ذات الصلة، تشمل كلمات ومحاضرات وورش عمل لإثراء الحدث ليكون أكبر منصة تفاعلية عالمية في هذا المجال، مع التركيز على تمكين الشركات والحكومات من تطبيق هذه التقنية والاستفادة منها بشكل موسع، كما سيصاحب القمة معرض لأحدث ابتكارات ومنتجات الذكاء الاصطناعي لاكتشاف الممارسات التطبيقية للتقنية في شتى المجالات.

## القمة العالمية للذكاء الاصطناعي النسخة الثانية

### الزمان والمكان
تم تنظيم القمة العالمية للذكاء الاصطناعي في نسختها الثانية من قِبَل الهيئة السعودية للبيانات والذكاء الاصطناعي "سدايا" تحت شعار "الذكاء الاصطناعي لخير البشرية"، ويقام في الفترة من 10 إلى 12 سبتمبر 2024م، وتحديداً في مركز الملك عبدالعزيز الدولي للمؤتمرات بالرياض، تحت رعاية الأمير محمد بن سلمان آل سعود ولي العهد ورئيس مجلس إدارة سدايا.

### المشاركون
حظيت القمة على تبادل الخبرات بين المختصين من كبار المسؤولين في الجهات الحكومية وكبرى شركات التقنية من عروض مختلفة تسلط الضوء على أحدث الأبحاث والتقنيات في هذا المجال، واكتشاف الفرص الاستثمارية المرتبطة بأدوات الذكاء الاصطناعي خلال المرحلة المقبلة.

### برنامج القمة
تهدف القمة إلى إيجاد الحلول للتحديات الحالية للقطاعات، وتعظيم الاستفادة من تقنيات الذكاء الاصطناعي؛ بمناقشة القمة لجملة من الموضوعات التي تبين انعكاسات الذكاء الاصطناعي على أهم هذه القطاعات مثل : المدن الذكية، تنمية القدرات البشرية، الرعاية الصحية، المواصلات، الطاقة، الثقافة والتراث، البيئة، الحراك الاقتصادي.

## وصلات خارجية
@globalaisummit على تويتر.
- الموقع الرسمي لقمة الرياض 2020